# 최승룡
최승룡(생년 미상 ~ )은 조선민주주의인민공화국의 정치가이다. 조선로동당 중앙위원회 후보위원 겸 대안 중기계 연합소 지배인이다.

## 경력
장원규 후임으로 대안 중기계 연합소 지배인에 임명되었으며 2017년 10월 7일 당 중앙위원회 제7기 제2차전원회의를 통해 당중앙위원회 후보위원으로 선출되었다.

## 최고인민회의 대의원
2019년 3월 최고인민회의 제14기 대의원(제675호 대안선거구)으로 선출되었다.